# 國立員林崇實高級工業職業學校
國立員林崇實高級工業職業學校（英語：National Yuanlin ChungShih Industrial Vocational High School，簡稱崇實高工、崇高 、英文縮寫為CSVS）是位於臺灣彰化縣員林市的公立技術型高級中等學校，1950年成立於澎湖縣馬公，1953年遷至彰化員林。

## 校史
- 1949年，山東教育界名流率八所聯中青年學子共8000人因戰亂輾轉抵達澎湖，在馬公國民學校（今馬公國小）成立澎湖防衛司令部子弟學校。7月13日，發生澎湖七一三事件，造成多名師生受害。
- 1953年2月12日，遷至彰化縣員林，與1952年成立的員林家職（今員林家商）借用教室上課（此校地原為員林國小舊址，1950年搬離），但因教室不足使員林家商學生在走廊上課的情況，最後員林家職讓出校地，遷至目前中正路的現址。[1]
- 1953年3月9日，奉中華民國教育部令易名為教育部特設員林實驗中學。
- 1954年7月，改隸臺灣省政府教育廳，更名為臺灣省立員林實驗中學。
- 1970年奉令再度更名為臺灣省立員林崇實高級中學。
- 1980年，高中部停招改設工業類科，設有電機科、冷凍空調科、化工科、家具木工科等。
- 1982年，改制為臺灣省立員林崇實高級工業職業學校。
- 1987年，招收延教班（後更名為實用技能班）。
- 1995年，成立附設進修學校。
- 1997年，增設室內空間設計科，家具木工科減一班。
- 1999年，增設資訊，電機科減一班。
- 2000年，凍省後，改制為國立員林崇實高級工業職業學校。
- 2002年，增設體育班。
- 2006年，家具木工科改為家具設計科。
- 2013年，冷凍空調科改為電機空調科。

## 歷任校長
- 徐軼千：1949年7月—1950年1月

1. 李振清：1950年2月—？（澎防部司令兼校長）
  1. 王志信：？—1951年11月（副校長代理）
  2. 苑覺非：1951年11月—1953年7月（代理校長，學校遷至彰化員林）
2. 楊展雲：1953年8月—1967年7月
3. 孫鴻章：1967年8月—1970年7月
4. 廖國冀：1982年2月—1986年7月
5. 尚文彬：1986年8月—1992年2月
6. 蕭石定：1992年2月—1950年1月
7. 劉澤宏：？—2008年7月
8. 林玉芬：2008年8月—2016年7月
9. 吳貽誠：2016年8月—2024年5月
10. 楊雅婷：2024年6月—2024年7月(代理校長)
11. 陳威男：2024年8月—現任

## 科別

### 日間部
- 電機空調科－每年級2班，共6班。
- 電機科－每年級2班，共6班。
- 資訊科－每年級1班，共3班。
- 化工科－每年級2班，共6班。
- 室內空間設計科－每年級1班，共3班。
- 家具設計科－每年級1班，共3班。
- 體育班－每年級1班，共3班。

#### 實用技能學程
- 裝潢技術科
- 水電技術科
- 微電腦修護科

### 進修部
- 水電科
- 化工科
- 冷凍科
- 室內空間設計科

## 知名校友
- 陳肇敏：第27任中華民國國防部部長
- 趙衍慶：2014年參選台北市長，成為史上最年長的台北市長參選人
- 楊昌熾：前任台中市天文學會理事長
- 張玉法：臺灣歷史學家，中央研究院院士
- 朱炎：美國文學史學家，中央研究院美國文化研究所所長、國科會副主任委員、國立臺灣大學文學院院長

## 外部連結
- 國立員林崇實高級工業職業學校 校網（页面存档备份，存于）